# Közönséges petrezselyemgomba
A közönséges petrezselyemgomba (Hericium coralloides) a Hericiaceae családba tartozó, Eurázsiában, Észak-Amerikában és Ausztráliában honos, lombos fák elhalt törzsén, ágain élő, ehető gombafaj.

## Megjelenése
A közönséges petrezselyemgomba termőteste 8–20 (40) cm széles, max. 20 cm magas, sűrűn, ágasbogasan elágazó korallszerű ágakból áll, amelyek egy rövid központi tönkből erednek. Az ágak 0,5–1 cm vastagok, simák, húsos tüskék állnak rajtuk. A tüskék 0,5–1 cm hosszúak, max. 1 mm vastagok; sorokba rendeződnek, a hosszabb tüskék lelógnak. Színe fiatalon fehér, idősen halványsárgásan, halványbarnásan színeződik. 
Húsa puha, idősen szívósabb, színe fehér, sérülésre nem változik. Szaga és íze nem jellegzetes, esetleg kissé retekszagú.
Spórapora fehér. Spórája kerek, sima vagy finoman szemölcsös, mérete 3–4 x 2,5–3,5 µm.

### Hasonló fajok
A süngomba, a tüskés sörénygomba vagy a Magyarországon nem élő jegenyefenyő-petrezselyemgomba hasonlít hozzá. 

## Elterjedése és élőhelye
Eurázsiában, Észak-Amerikában és Ausztráliában honos. Magyarországon nem gyakori. 
Hegyvidéki lomberdőkben fordul elő, a fák elhalt törzsén, tuskóján, vastagabb ágain nő, elsősorban bükkön, ritkábban tölgyön, szilen, nyáron vagy nyíren. Júniustól októberig terem.

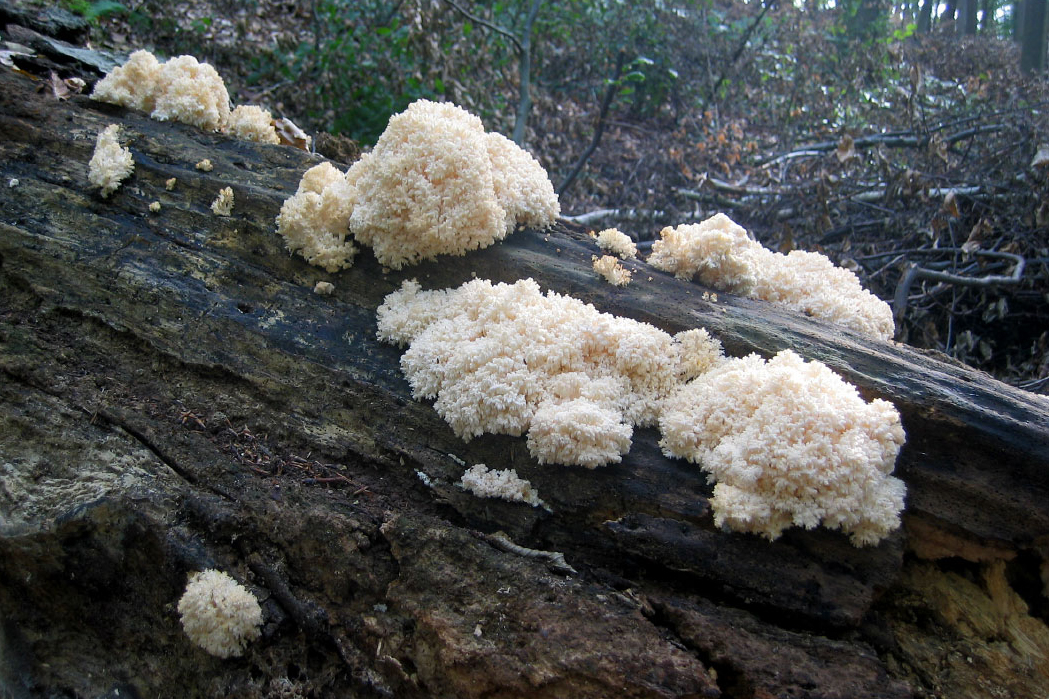
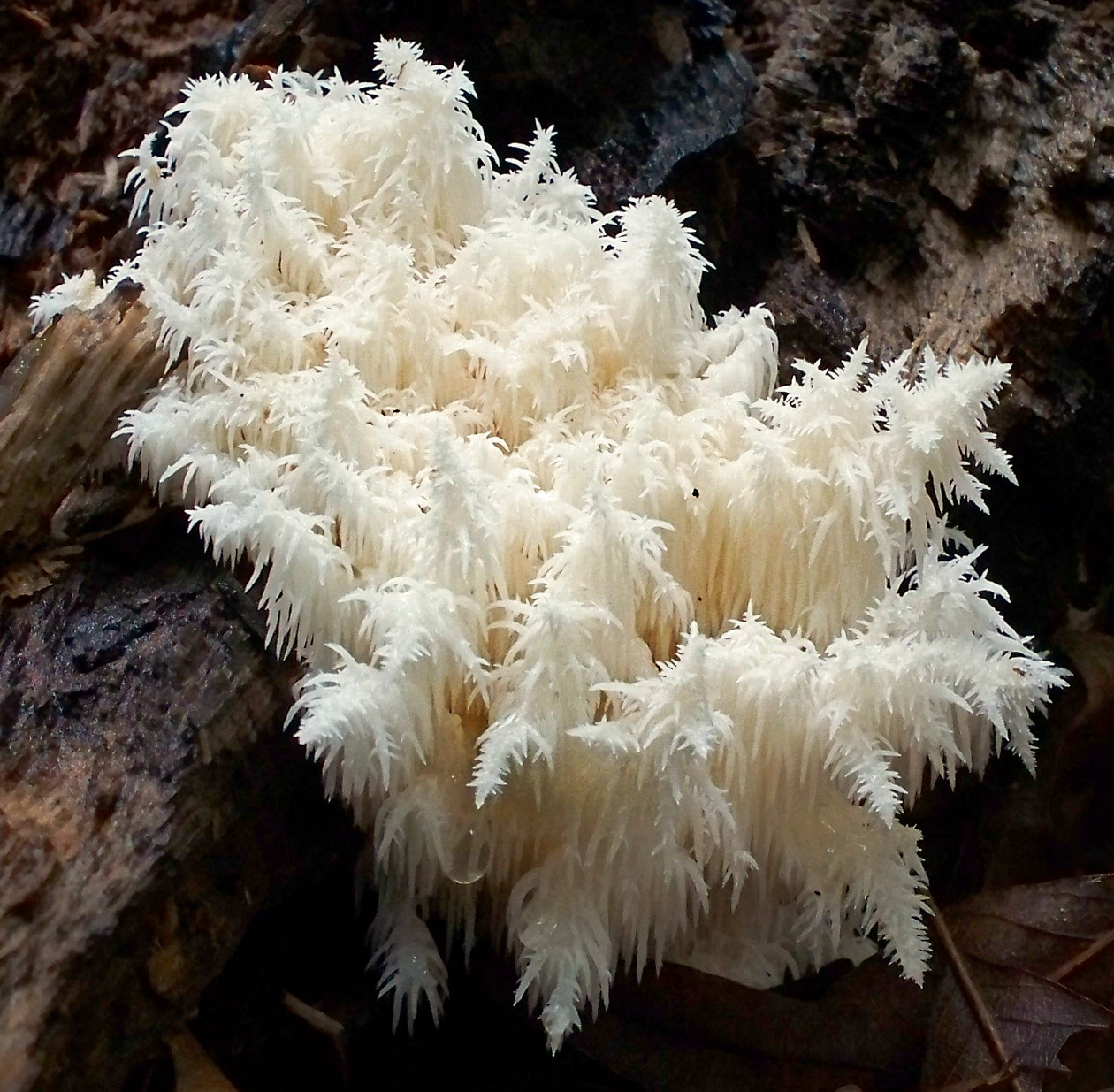
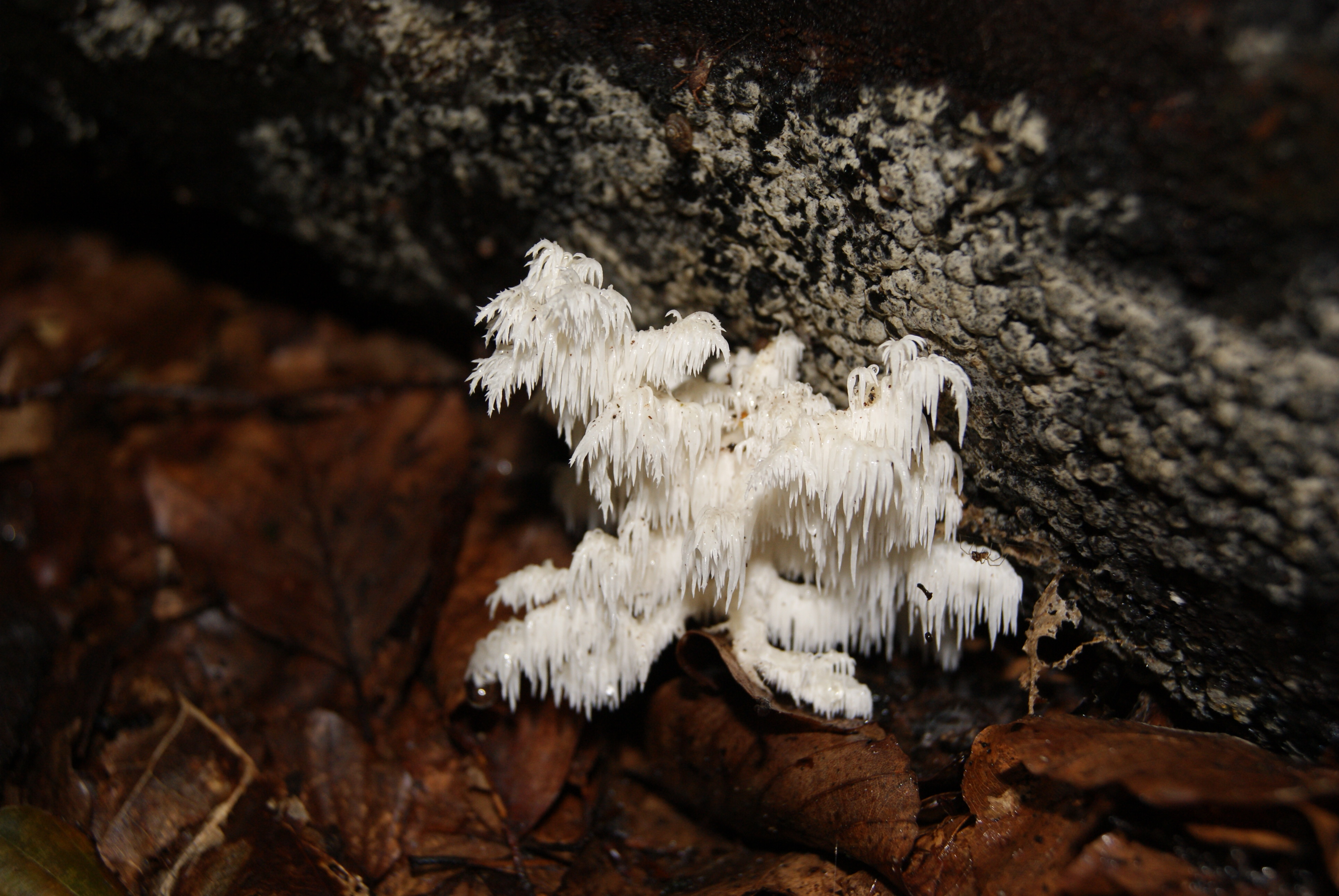
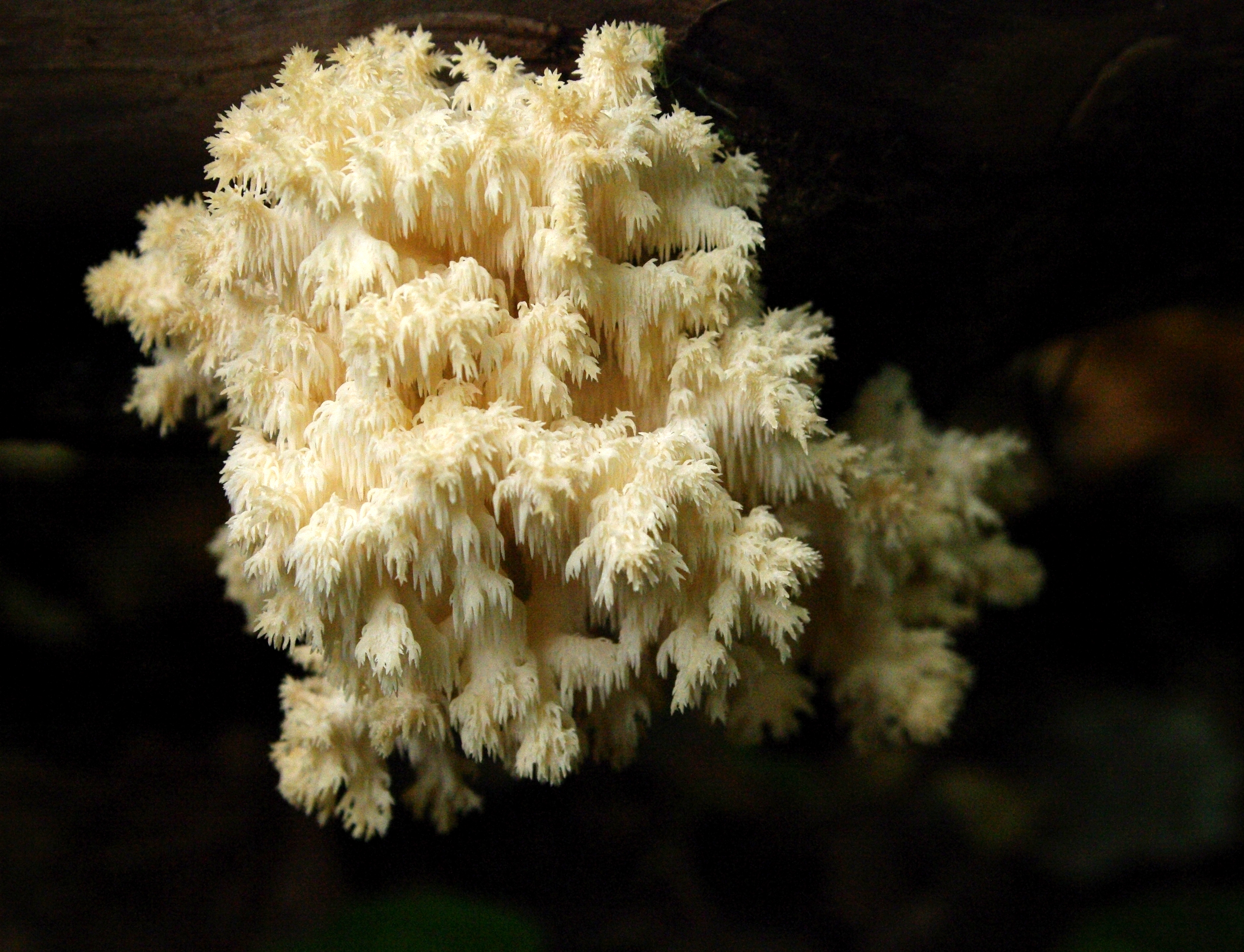
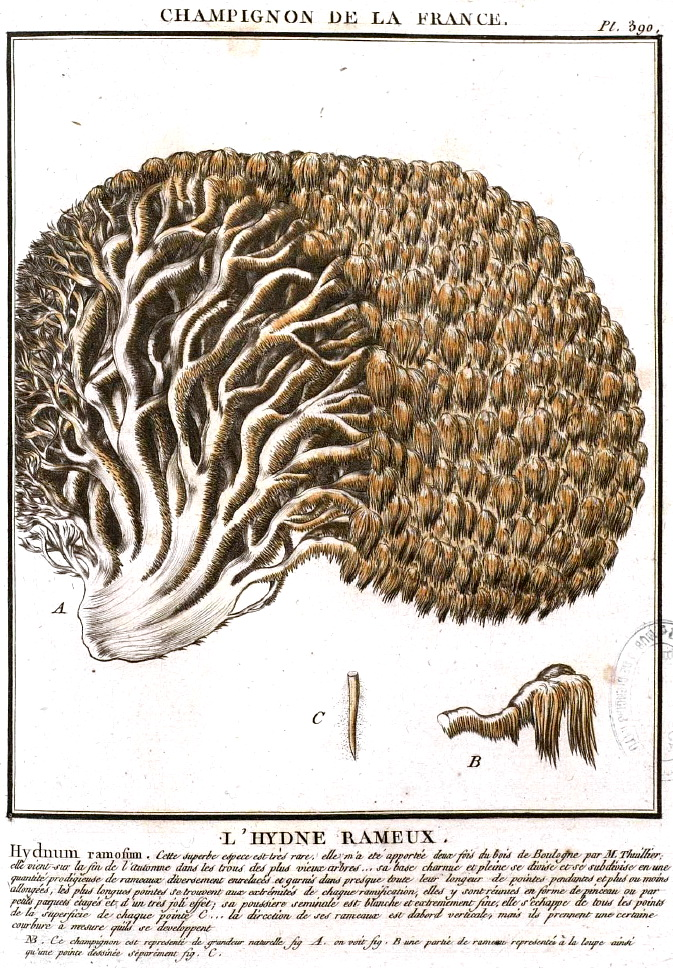

Ehető.